# Herzog-Heinrich-Straße
Die Herzog-Heinrich-Straße ist eine Innerortsstraße im Stadtbezirk Ludwigsvorstadt-Isarvorstadt (Nr. 2) von München.

## Verlauf
Die Straße durchzieht die Ludwigsvorstadt in Nord-Süd-Richtung und setzt dabei die Paul-Heyse-Straße ab der Kreuzung mit der Pettenkoferstraße durch das geometrisch gestaltete Wiesenviertel (geschütztes Ensemble E-1-62-000-67) mit großzügiger Villenbebauung nach Süden fort. Sie wird dabei durch den Kaiser-Ludwig-Platz mit dem Kaiser-Ludwig-Denkmal unterbrochen. An der Kreuzung mit der Lindwurmstraße geht sie in die Kapuzinerstraße über.

## Geschichte und Namensgeber
Die Straße wurde auf dem Gebiet der früher bis zur Lindwurmstraße reichenden Theresienwiese errichtet. Die nördlich anschließende Paul-Heyse-Straße trug seit 1835 bis 1904 den Namen Heustraße. Die Herzog-Heinrich-Straße selbst ist nach dem Welfenherzog Heinrich dem Löwen (um 1129/30 oder 1133/35 bis 1195), der durch die gewaltsame Verlegung der Salzstraße zum Gründer Münchens wurde, benannt.

## Öffentlicher Verkehr
Busanschluss besteht am Nordende der Straße an die Metrobuslinien 58 und 68 („CityRing“). Von der U-Bahn-Station Goetheplatz aus wird die Straße schnell erreicht.

## Denkmalgeschützte Gebäude
- Nr. 2: Mietshaus, Eckbau in deutscher Renaissance, 1888 von Max Sautter, aufgestockt (Denkmalliste D-1-62-000-2524)
- Nr. 9: Mietshaus, Neurenaissance, reich gegliedert, 1888, Innenbau 1950 erneuert (Denkmalliste D-1-62-000-2525)
- Nr. 15: Mietshaus, neubarocker Eckbau, 1892/93 von Karl Bädecker, Gruppe mit Kaiser-Ludwig-Platz 1 (Denkmalliste D-1-62-000-2526)
- Nr. 16: Mietshaus, Neurenaissance, 1895 von Ernst Dressler, Block mit Nr. 18 (Denkmalliste D-1-62-000-2527)
- Nr. 18: Mietshaus, Neurenaissance, 1896 von Ernst Dressler, Block mit Nr. 16 (Denkmalliste D-1-62-000-2528)
- Nr. 24: Mietshaus, Neurenaissance, Eckbau mit Eckerker, 1891 von Albin Lincke und Max Littmann, verändert (Denkmalliste D-1-62-000-2529)
- Nr. 36: Mietshaus, Neurenaissance, 1881/82 von Jakob Heilmann, Gruppe mit Nr. 38 (Denkmalliste D-1-62-000-2530)
- Nr. 38: Mietshaus, Neurenaissance, 1881/82 von Jakob Heilmann, Gruppe mit Nr. 36 (Denkmalliste D-1-62-000-2531)
- Nr. 39: Mietshaus, deutsche Renaissance, mit Erker, bezeichnet 1899, von Albin Lincke (Denkmalliste D-1-62-000-2532)

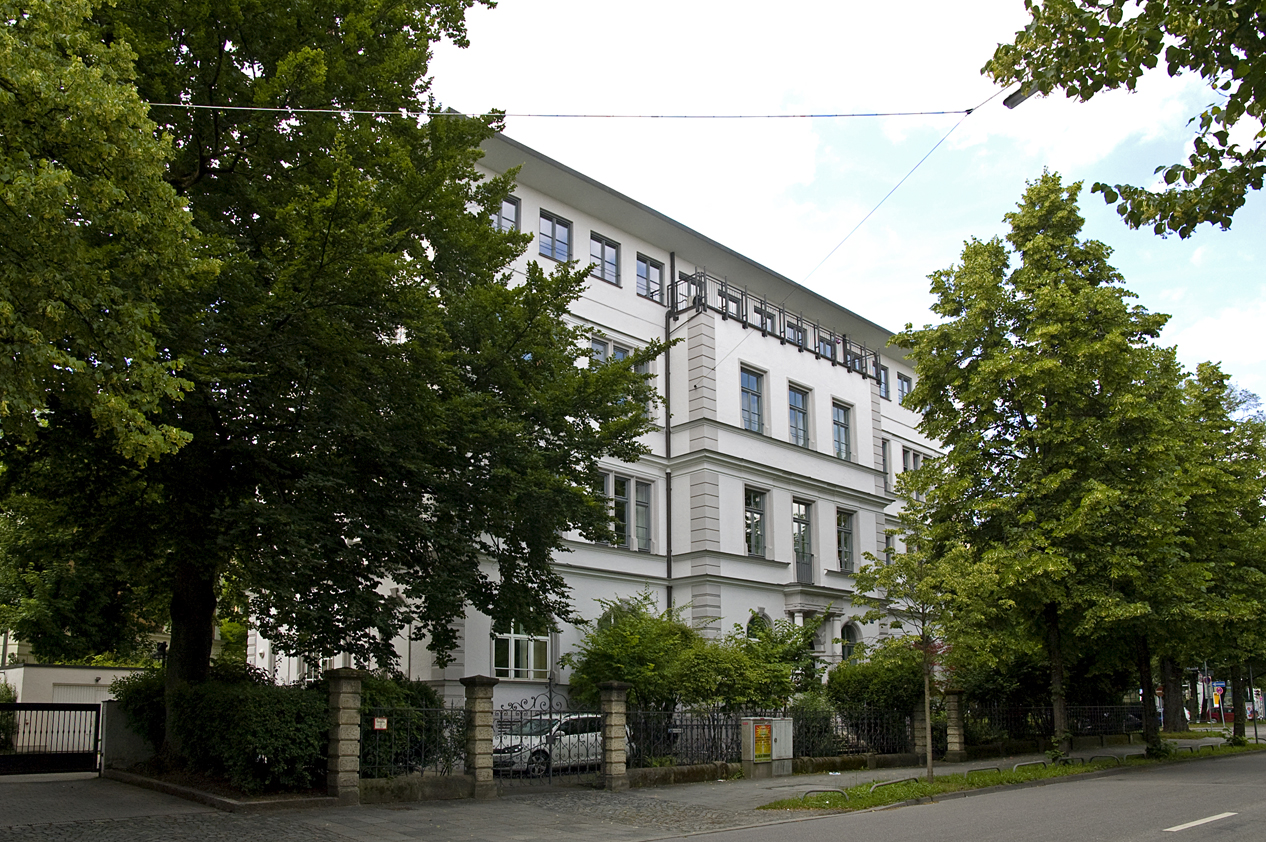
Herzog-Heinrich-Straße 2
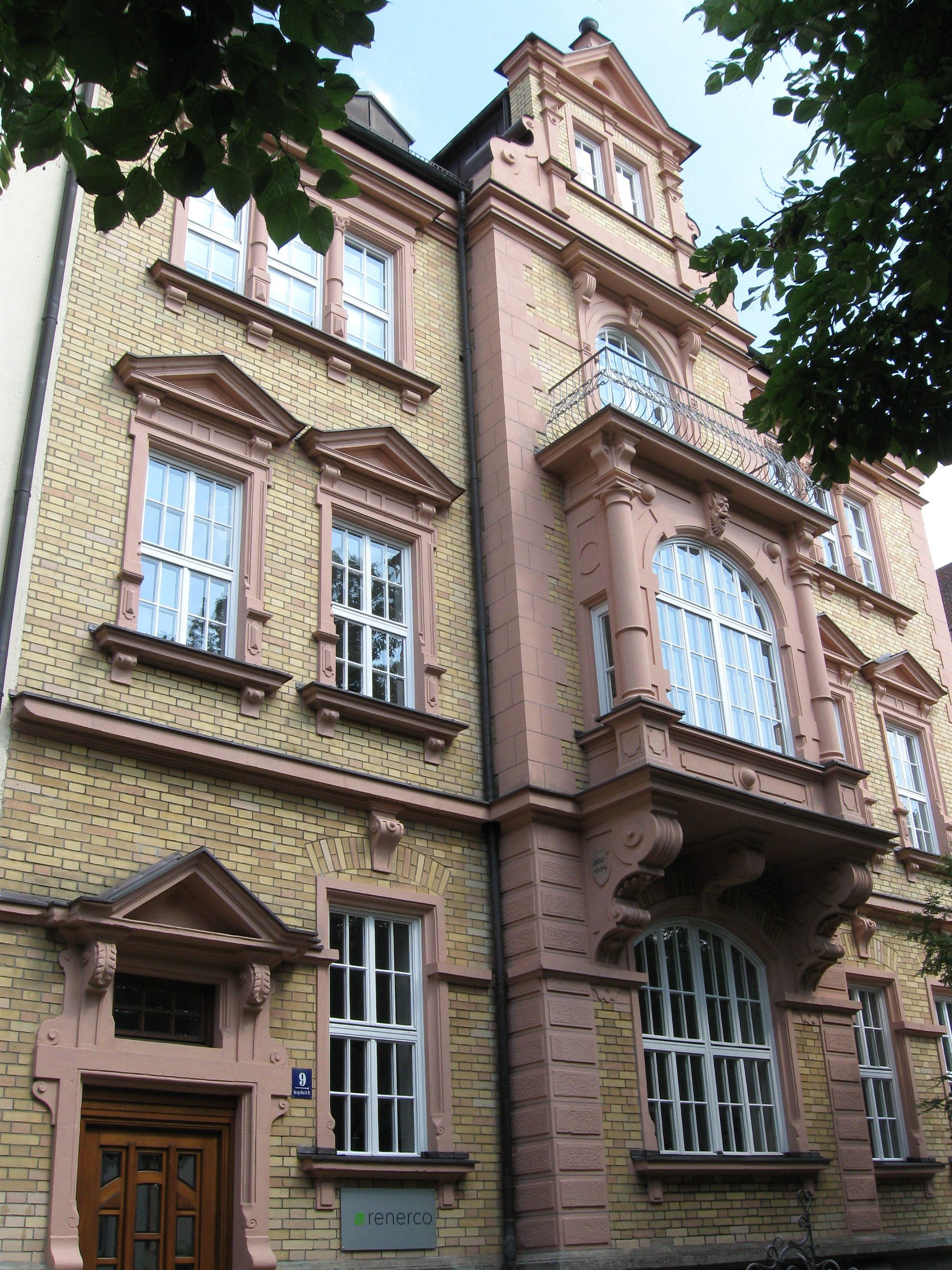
Herzog-Heinrich-Straße 9
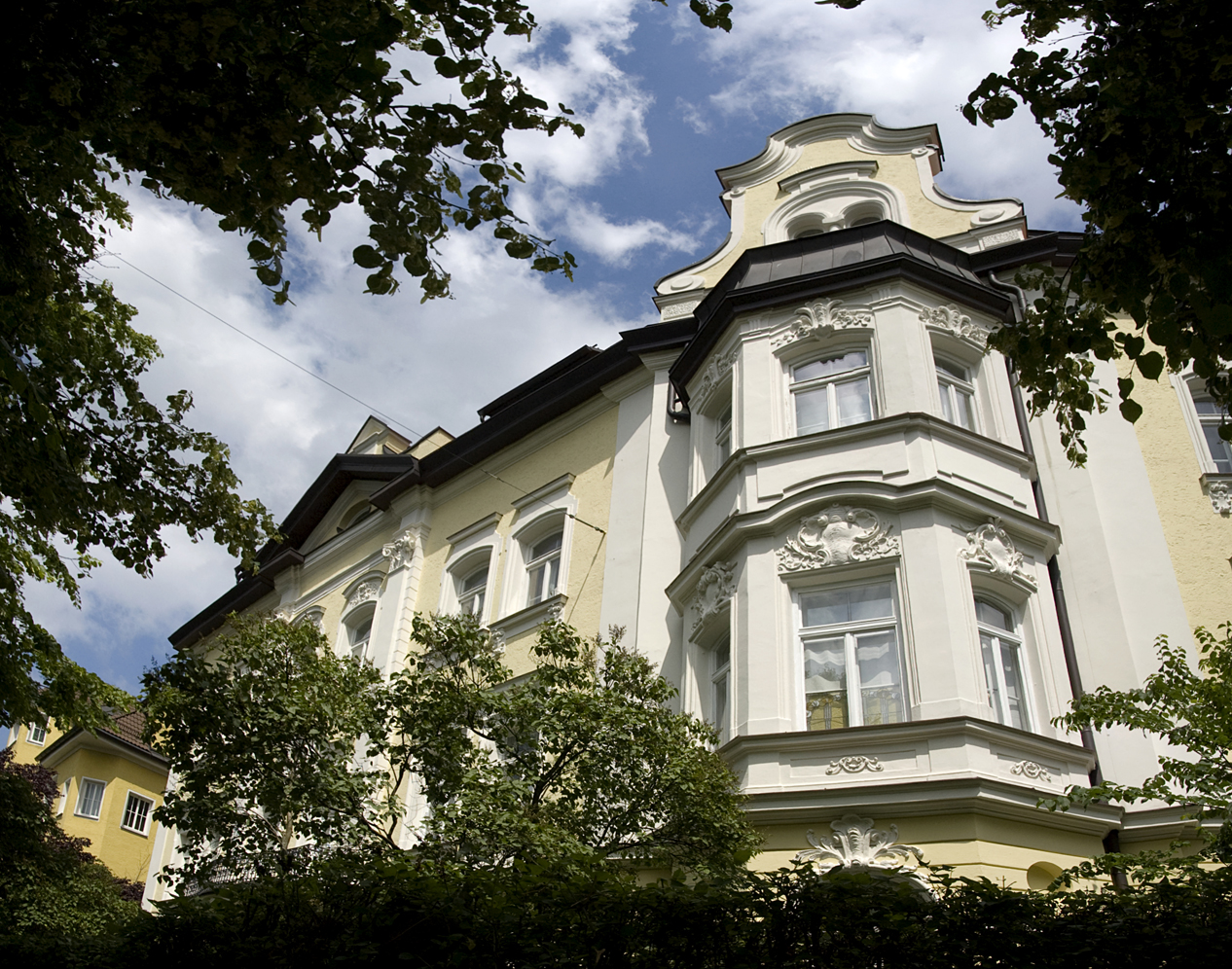
Herzog-Heinrich-Straße 15
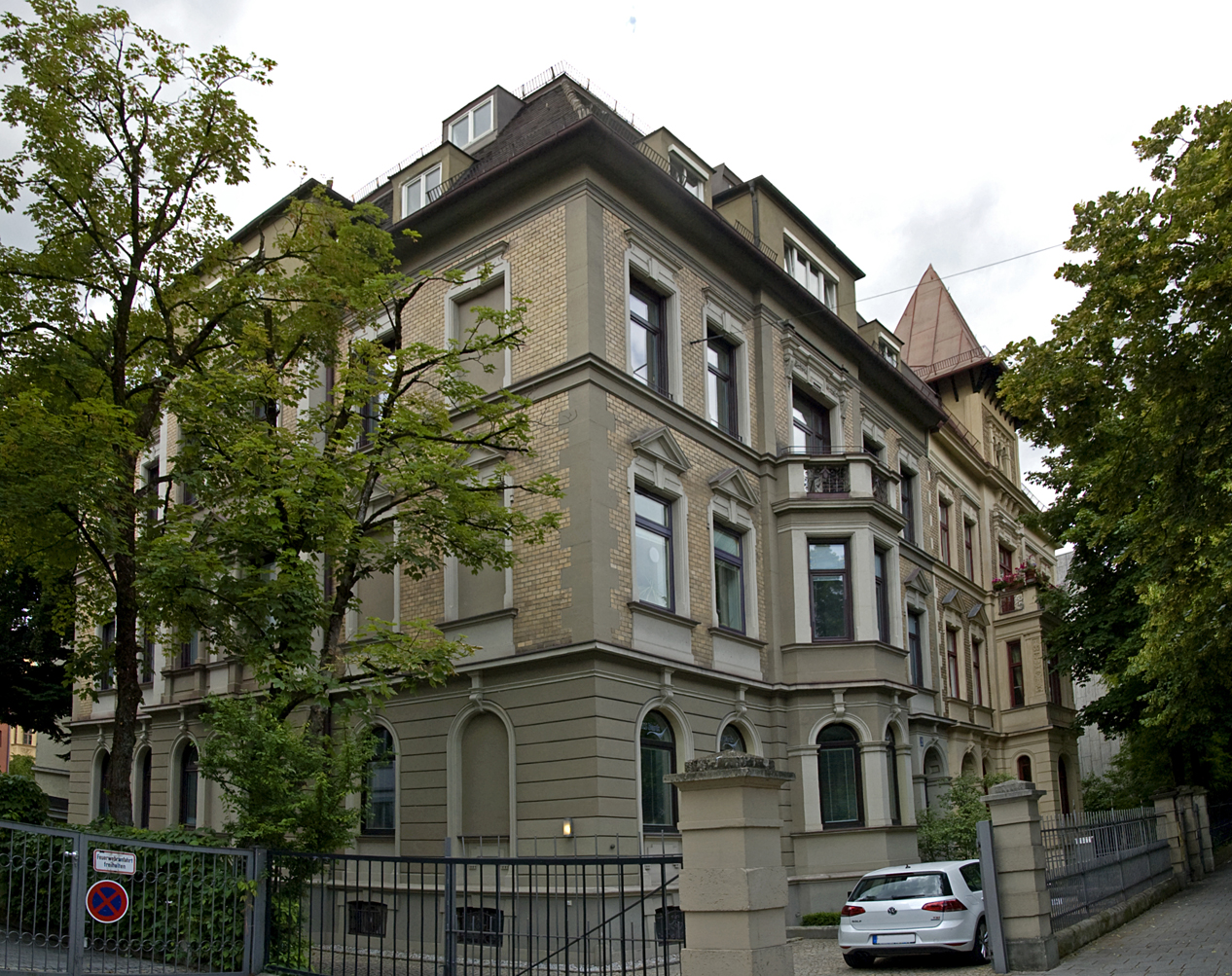
Herzog-Heinrich-Straße 18
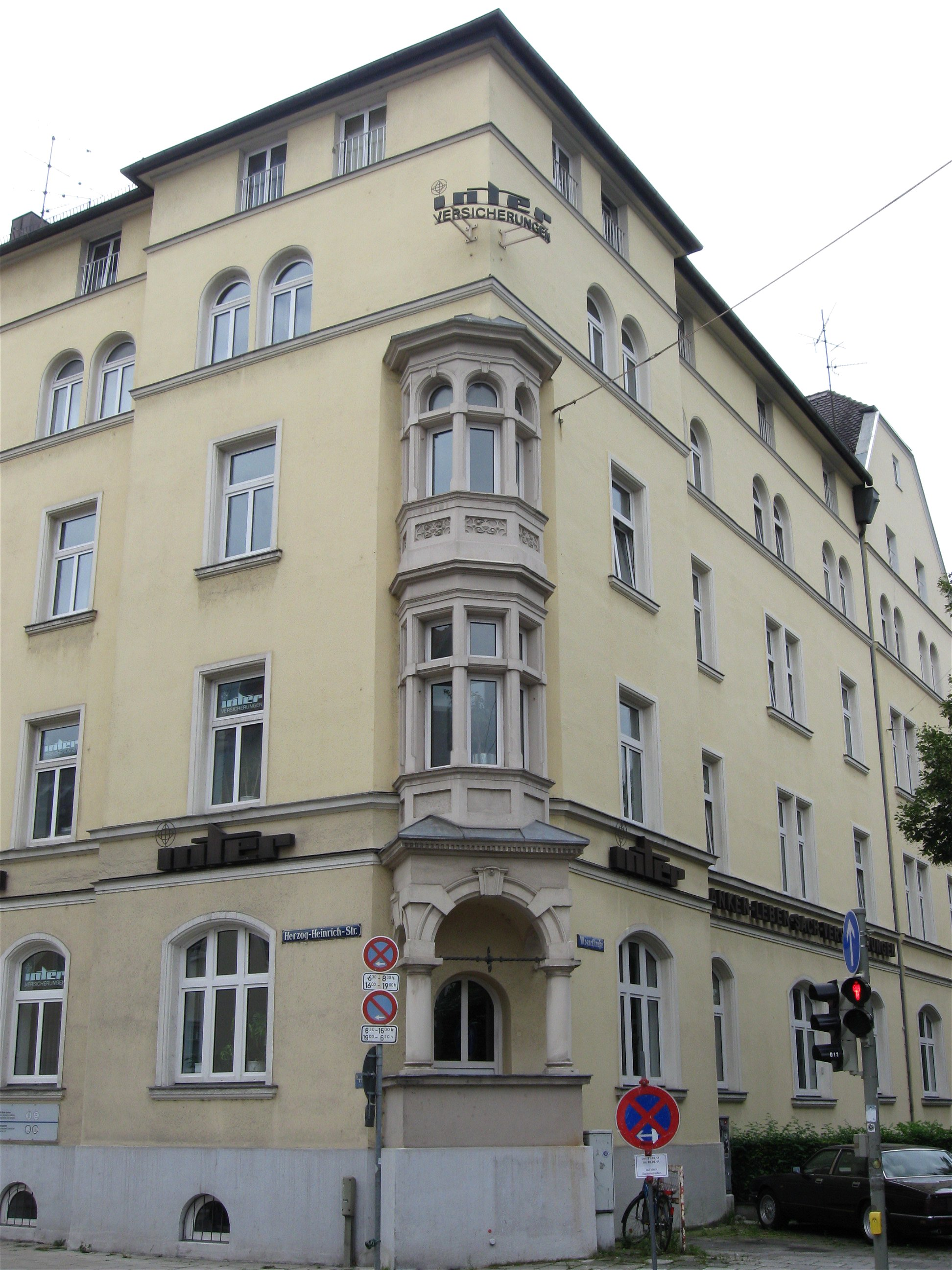
Herzog-Heinrich-Straße 24
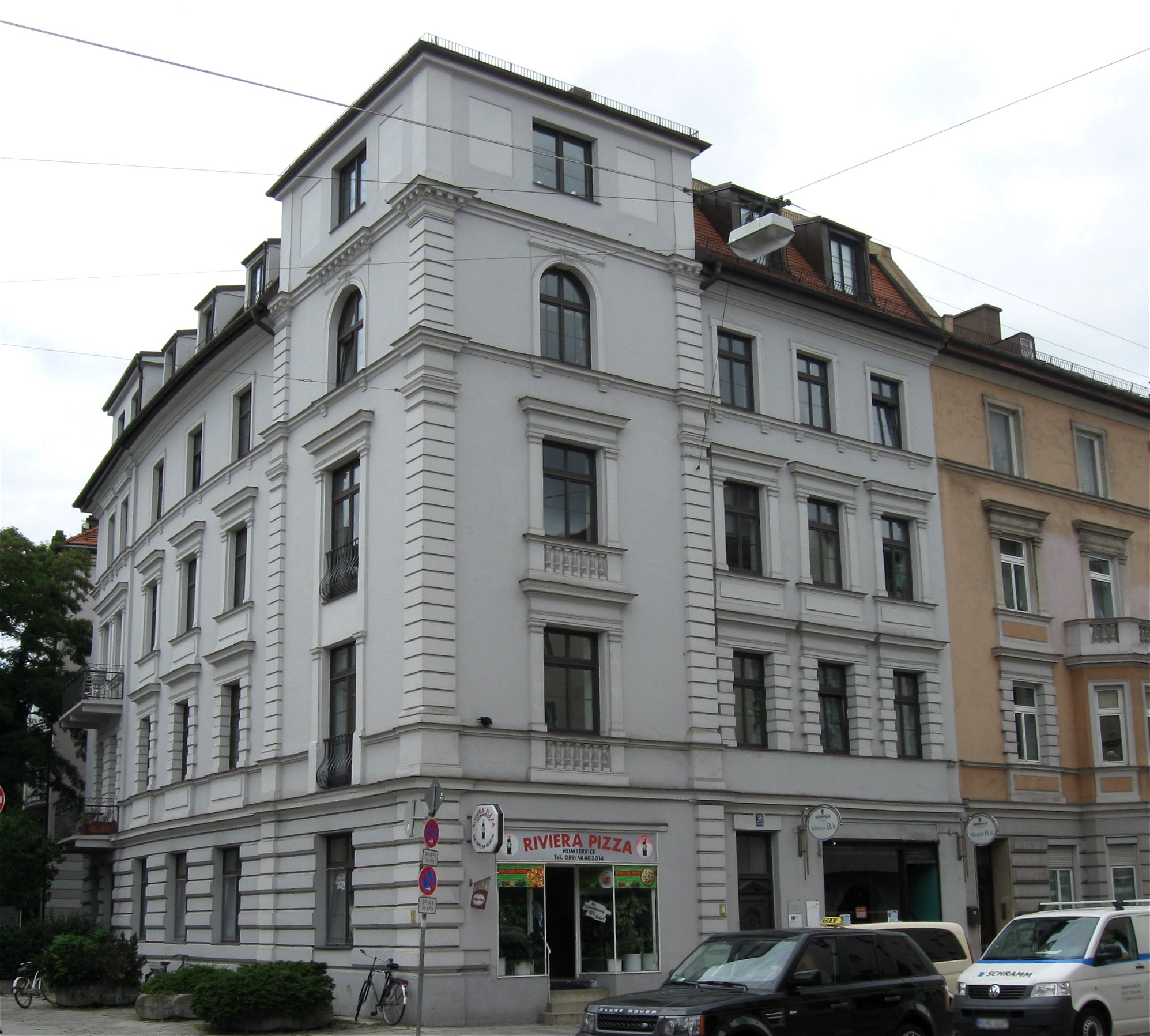
Herzog-Heinrich-Straße 38

## Denkmäler
- Der Blutstropfen (1985), vor Nr. 4 (BRK), Nagelfluh und Bronze, von Agnes Schmiedel-Schulin (1925 bis 2005)[3]

## Institutionen und Kirchengebäude
- Blutspendedienst des Bayerischen Roten Kreuzes gemeinnützige GmbH, Nr. 2
- Bayerischer Jugendring (BJR) – Körperschaft des öffentlichen Rechts, Nr. 7
- Generalkonsulat der Republik Peru, Nr. 23
- Freie Evangelische Gemeinde München-Mitte, Mozartstraße 12/Ecke Herzog-Heinrich-Straße[4]